# Processoppia sphagnicola
Processoppia sphagnicola är en kvalsterart som först beskrevs av J. och P. Balogh 1986.  Processoppia sphagnicola ingår i släktet Processoppia och familjen Oppiidae. Inga underarter finns listade i Catalogue of Life.